# Victoria Francés
Victoria Francés (València, 25 d'octubre de 1982) és una il·lustradora valenciana.

## Biografia
Victoria Francés va nàixer a la ciutat de València el 25 d'octubre de 1982, però part de la seua infància es desenvolupa a Galícia. Més tard, torna a la seua ciutat natal per estudiar Belles arts a la Facultat de Sant Carles de la Universitat Politècnica de València. Els seus viatges a París i Londres influiran en el romanticisme i el misticisme sempre present a la seua obra.
El primer volum de la trilogia Favole, publicat per Norma Editorial l'any 2004, es converteix en la seua primera obra il·lustrada. El conjunt de la trilogia Favole (2004-2007) mostra temàtiques relacionades amb el romanticisme fosc, les màximes influències del qual provenen del moviment artístic prerafaelitista i de les obres més conegudes del gènere gòtic. Va ser obra revelació en diversos certàmens i va assolir un gran èxit als països on es va publicar.
Posteriorment, l'editorial nord-americana Dark Horse es va interessar pel seu treball i des de llavors ha publicat algunes de les seues obres a Amèrica del Nord, augmentant així la seua base de seguidors. Es va donar a conèixer en el XXII Saló del Còmic de Barcelona, on va fer la seua primera aparició pública i va guanyar el respecte d'autors de renom. Al mercat s'han llançat calendaris centrats el seu art i altres productes de marxandatge com pòsters, trencaclosques, puzles, cartes de tarot o articles de papereria.
Malgrat estar encara en plena efervescència el moviment gòtic, Victoria decideix experimentar amb diferents temàtiques i en 2007 varia l'orientació de la seva carrera artística amb El cor d'Arlene (Planeta DeAgostini), obra en la qual l'autora barreja somnis i realitat social.
En 2009, mostra un nou canvi en el seu registre artístic amb la publicació del primer volum de Misty Circus (Norma Editorial), una nova col·lecció de llibres sobre el món decadent dels circs ambulants, dirigida especialment a un públic infantil. A la fi del mateix any es publica també Dark Sanctuary (Astiberri Edicions), una nova obra en col·laboració amb Dark Sanctuary, banda francesa d'estil "dark atmospheric", projecte la fusió del qual entre música i il·lustració pretén reflectir la commovedora bellesa de les ombres.
La nit de les bruixes (Norma Editorial 2010) es converteix en el títol del segon volum de Misty Circus, la continuació de la història es desenvolupa durant l'ancestral nit de Samhain de la cultura pagana.
En 2011 s'edita novament la trilogia Favole en un únic volum anomenat Integral Favole (Norma Editorial) on es recopilen els tres llibres juntament amb esbossos inèdits i il·lustracions especials per a aquesta edició. Un any més tard es publica El lament de l'oceà (Norma Editorial 2012), un nou relat il·lustrat on l'autora presenta a una sirena d'imatge lànguida i espectral com a protagonista.
Al mateix temps en què treballa en la creació de les seues pròximes obres, Victoria Francés també realitza imatges individuals per a llicències de marxandatge, treballs per encàrrec o il·lustracions variades per col·laborar amb altres artistes, dels quals destacaria la il·lustració “Hekate” realitzada especialment per a l'àlbum “Lluna” de la banda alemanya de Paguen Folk, Faun, i el artwork complet per a un nou cd titulat "Naked Harp" de la banda de Paguen Folk, Omnia.
A finals de l'any 2014, Victoria presenta un nou projecte anomenat MandrakMoors en el que treballa en col·laboració amb FairyLand, empresa sud-coreana de nines bjd. En aquest nou projecte, l'autora pretén combinar el disseny de nous personatges relacionats amb el món de la bruixeria i les tradicions paganes, amb la posterior creació d'aquests en nines bjd de la mà de FairyLand.
Actualment, Victoria Francés es troba finalitzant la primera obra de MandrakMoors, la protagonista de la qual serà Sionna Fómhar, primer personatge i nina bjd de l'univers MandrakMoors.
El llançament de l'obra està previst per a finals de l'any 2015.

## Estil
L'estil més popular de Victoria Francés està inspirat en el moviment gòtic, considerant-se la seua obra un referent de la il·lustració d'aquest gènere: dones fantasmals amb vestits llargs i referències vampíriques. Les seues il·lustracions solen mostrar personatges solitaris, dones joves o parelles en una atmosfera romàntica o malenconiosa. Rep influències de diversos escriptors, entre els quals es troben Edgar Allan Poe, Anne Rice, Goethe, Baudelaire, Bram Stoker, d'il·lustradors com Brian Froud, Arthur Rackham, Edmund Dulac o i grups de música entre els quals destaca Dark Sanctuary amb els quals ha col·laborat en 2009.
Així mateix, cal destacar el canvi de registre que s'observa en obres com Misty Circus o MandrakMoors, on l'autora utilitza un estil menys realista i orientat a un públic més ampli. No obstant això, manté l'essència de la totalitat del seu treball o la malenconia existent en totes les seues obres.